# HMS Beaufort (L14)
«Бофорт» (L14) (англ. HMS Beaufort (L14) — військовий корабель, ескортний міноносець типу «Хант» «II» підтипу Королівського військово-морського флоту Великої Британії за часів Другої світової війни.

## Історія створення
«Бофорт» був закладений 17 липня 1940 року на верфі компанії Cammell Laird, Беркенгед. 3 листопада 1941 року увійшов до складу Королівських ВМС Великої Британії.